# HD 165259
HD 165259，又名CP-73 1888，SAO 257571、HR 6751，是一颗恒星，视星等为5.85，位于銀經320.49，銀緯-23.29，其B1900.0坐标为赤經17h 59m 52s，赤緯-73° -23.29′ 50″。